# Robert Siercke
Robert Siercke (9. března 1870, Hamburg, Německo – 13. května 1923, Smolín u Pohořelic, Československo) byl rakouský automobilový závodník německého původu, motocyklista a cyklista, podporovatel motocyklismu a automobilismu, obchodní rada zbrojařského podniku Steyr, předseda rakouského Motocyklového klubu, který tragicky zahynul při autohavárii na silnici Brno – Vídeň na území jižní Moravy nedaleko Pohořelic.

## Život a kariéra
Rodiče Heinrich Wilhelm a Eleonora Sophie Sierckovi pocházeli z dolnosaského, tehdy pruského Lüneburgu. Siercke byl popisován jako energický a přitom vždy veselý člověk. Závody v česky mluvících zemích uváděl v češtině. Byl dvakrát ženatý, poprvé se oženil v roce 1896 s Marthou Friedou Siercke, podruhé s Johannou "Hansi" Siercke. Byl průkopníkem automobilových závodů po vzniku automobilismu. V roce 1906 zvítězil v závodě "Voituretten Konkurrenz" na trase Vídeň - Graz a zpět mezi jednoválcovými stroji, o dva roky později na "Mezinárodní silniční zkoušce" na 750kilometrové trase Vídeň - Klagenfurt - Graz - Vídeň v kategorii dvouválcových vozů. V obou závodech reprezentoval stroje francouzské značky De Dion-Bouton. Na počest jeho vítězství s časem 6 minut 22,25 sekund v závodu "Lantscha Allee" 20. června 1908 vydal Rakouský automobilový klub pamětní stříbrnou plaketu s jeho jménem. V roce 1913 byl Sierckeho automobil značky Austro-Daimler mezi 9 vozy z původních 32 startujících, které úspěšně zdolaly uherský závod "Tatra-Adria" v délce 2178 km s trasou Budapešť - Rijeka - Záhřeb - Tatranská Lomnice - Budapešť. Po první světové válce působil jako obchodní rada ve zbrojařské firmě Steyr, která po válce začala vyrábět i osobní automobily a zároveň zaznamenávala od roku 1920 pravidelné úspěchy na automobilových závodech, v té době čtyř- a šestiválcových motorů bez střechy. Siercke ve firmě působil jako ředitel prodeje a zároveň osobně závodil na automobilech své továrny. V polské Mezinárodní automobilové rally v červnu 1922 se Siercke umístil jako druhý na voze značky Steyr.

## Smrtelná autohavárie
Večer dne 13. května 1923 se Robert Siercke vracel z brněnských automobilových závodů. Na silnici mezi Brnem a Pohořelicemi směrem na Vídeň jel příliš rychle na tehdejší dobu, více než 100 km/hod. Za lesíkem 5 kilometrů před Pohořelicemi, před tzv. Smolínským kopcem na zadních Hladových polích (Hungerfeld) ztratil nad svým vozem kontrolu, vůz se vymrštil směrem ze silnice a skončil v poli. Na místě byl postaven kamenný pomník s nápisem "In memoriam Robert Siercke, 13.V.1923, M.S.A.K.", který připomíná místo smrtelné havárie dodnes. Siercke je pochován na hřbitově ve Vídni- Hietzingu vedle své druhé manželky Hansi, která ho přežila o 57 let.

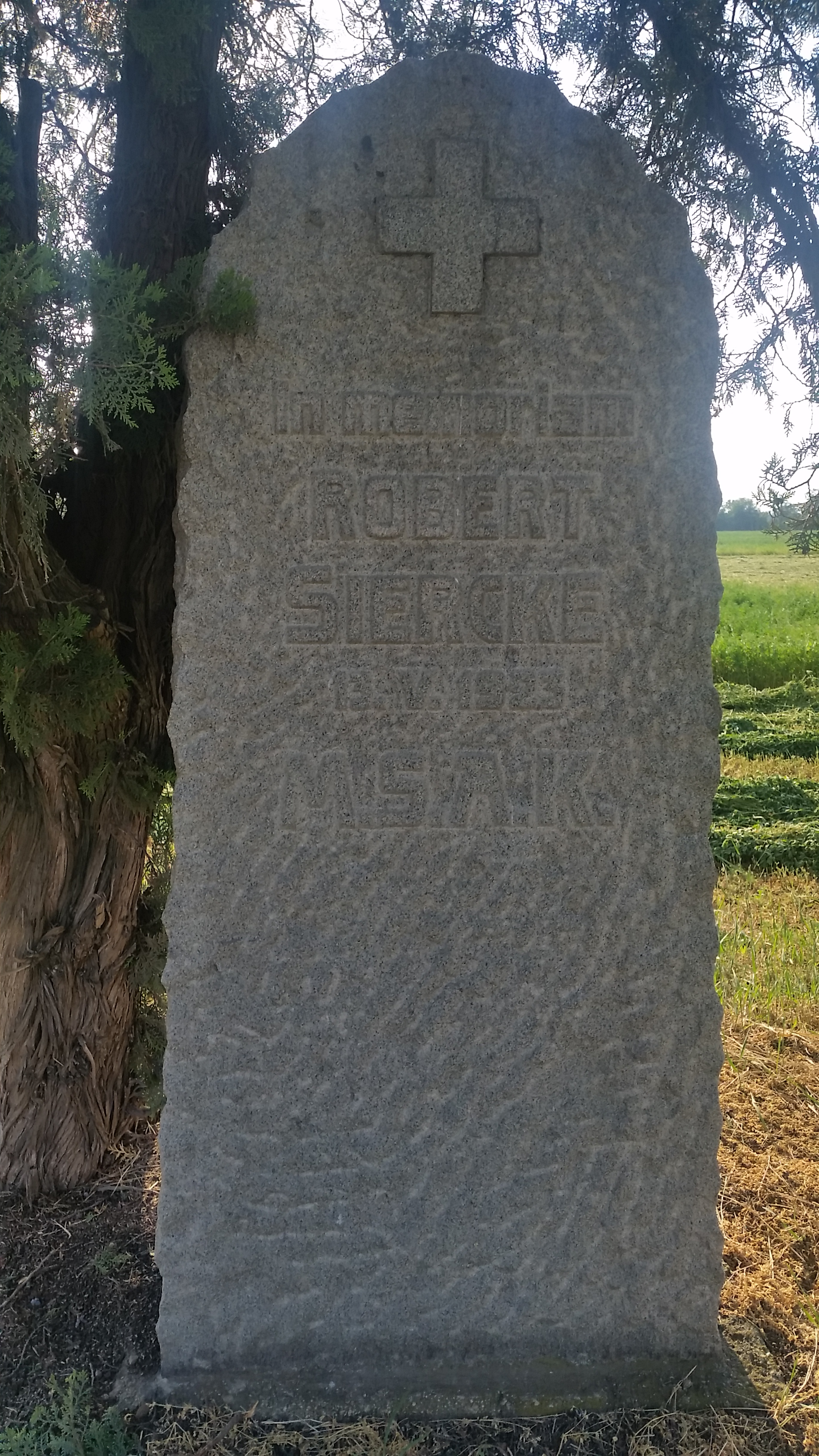
Kamenný pomník Roberta Sierckeho na místě jeho smrtelné autohavárie u Pohořelic